# Cytaeini
Cytaeini è una tribù di ragni appartenente alla Sottofamiglia Euophryinae della Famiglia Salticidae dell'Ordine Araneae della Classe Arachnida.

## Distribuzione
I 6 generi oggi noti di questa tribù sono diffusi dall'Asia sudorientale all'Oceania.

## Tassonomia
A dicembre 2010, gli aracnologi riconoscono 6 generi appartenenti a questa tribù:
- Ascyltus Karsch, 1878 — Isole del Pacifico, Queensland (9 specie)
- Bathippus Thorell, 1892 — Australasia (31 specie)
- Canama Simon, 1903 — dal Borneo al Queensland (5 specie)
- Cytaea Keyserling, 1882 — dal Myanmar all'Australia (36 specie)
- Euryattus Thorell, 1881 — dallo Sri Lanka all'Australia (8 specie)
- Xenocytaea Berry, Beatty & Prószyński, 1998 — Isole Figi, Isole Caroline (5 specie)